# Janavashya

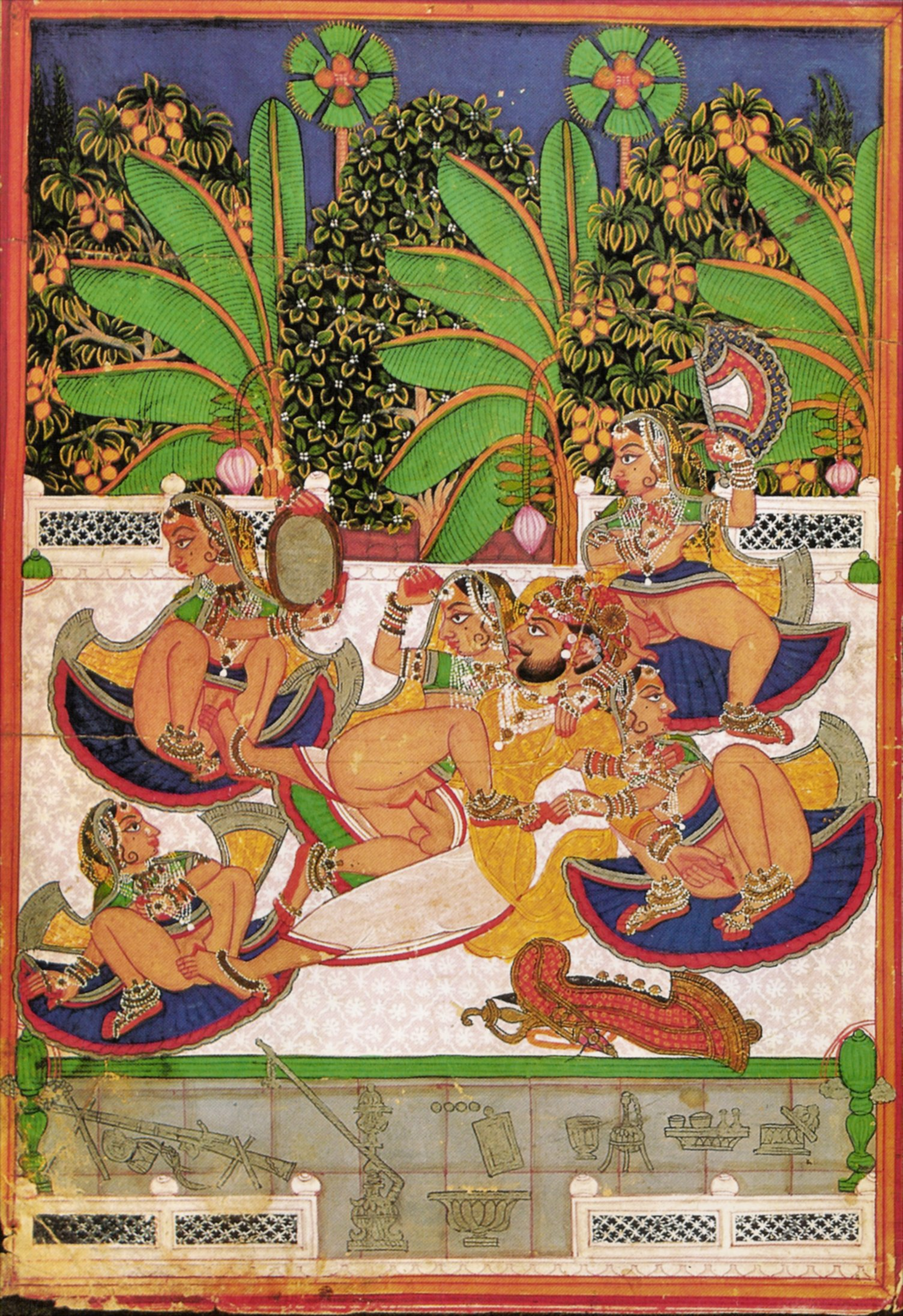
Darstellung eines polygamen Liebes-Aktes

Das Janavashya wurde von König Kallarasa von Karnataka im 15. Jahrhundert in altem Kannada verfasst. Dieser Text zur indischen Liebeskunst und Liebe besteht aus 13 Kapiteln und ist ein Kommentar des Ratirahasya.

## Das Werk
Der Autor Kallarasa hat sein Werk in einem einfachen, schlichten und erzählenden Stil geschrieben. Die wissbegierige, junge Ehefrau möchte von ihrem Ehemann in den Lektionen der Liebe unterrichtet werden und der Ehemann beantwortet ihre Fragen systematisch.
Das Janavasya hat die Gesundheit der Gesellschaft als Ganzes im Sinn. Das wichtige Ziel des menschlichen Lebens ist die Freiheit der Seele sowie dharma und artha, kama und die Befriedigung aller Arten von Wünschen, die zur Gesundheit des Familienlebens beitragen. Gesunde Familien werden als Grundlage für einen starken Staat gesehen. Daher sieht man in der indischen Gesellschaft das Leben des Haushaltsvorstandes und seiner Aufgaben als größte Wichtigkeit an.
Dies zeigt sich an verschiedenen Tempeln in Zentralindien, auf deren äußeren Wand Skulpturen in erotische Positionen vorhanden sind. Die Chandella-Könige bauten eine Gruppe von Tempeln in ihrer Hauptstadt Khajuraho, die erotische Positionen darstellen (950–1050).
Das Janavasya behandelt z. B. die Unterteilung der Frauen in fünf Kategorien, das Wecken der Erregung, Nuancen der Gestik und Berührungen, die Wichtigkeit des sexuellen Vorspiels, verschiedene Stellungen, Wege einen Partner zu gewinnen, die Rolle von Kurtisanen und die Notwendigkeit der medizinischen Behandlung für gesunden Sex. Es werden zwölf Wege der Umarmung und des Küssens beschrieben. Die Ansprüche an und das ideale Schlafzimmer werden behandelt.
In einer Zeit der Polygamie konnten Könige, Adlige und Aristokraten sich mit großen Harems vergnügen. Ein Mann war verpflichtet mehrere Partner zu vergnügen und musste Techniken entwickeln, mit denen er alle gleichzeitig befriedigen konnte. Beliebt waren Positionen, die nach Tieren benannt waren, wie z. B. Stier, Elephant, Hirsch oder Frosch. Diese Positionen halfen den Menschen mit speziellen Neigungen und körperlichen Konstitutionen, ausreichend Befriedigung zu bekommen.

## Ausgaben
- Kallarasa: Janavaśya. Hrsg.: G. G. Mañjunāthan. Kannaḍa Adhyayana Saṃsthe, Maisūru Viśvavidyānilaya: mārāṭagāraru, Prasārāṅga, University of Mysore 1974, OCLC 11442621 (Der Text wurde von G.G. Manjunath editiert und im Centre of Kannada Studies der University of Mysore in Kannada publiziert. Als Grundlage dienten sieben Palmblatt-Manuskripte.).